# Sommer-Deaflympics 1989/Badminton
Bei den Sommer-Deaflympics 1989 in Christchurch fünf Wettbewerbe im Badminton ausgetragen.

## Medaillengewinner
| Disziplin    | Gold                                    | Silber                                            | Bronze                                 |
| ------------ | --------------------------------------- | ------------------------------------------------- | -------------------------------------- |
| Herreneinzel | Rajeev Bagga                            | Sandeep Singh Dhillon                             | Janne Ågren                            |
| Dameneinzel  | Bente Andersen                          | Karin Arboe Jensen                                | Andrea Mary Elizabeth Lang             |
| Herrendoppel | Rajeev Bagga Sandeep Singh Dhillon      | Nicholas Cole Warnock John Kenneth Lilley         | Rodney Fletcher Martin Lawrence Bogard |
| Damendoppel  | Andrea Mary Elizabeth Lang Fiona Wilson | Pamela Fay Croskery Penny Went                    | Gillian Faye Ramsay Christine J. Ryder |
| Mixed        | Rodney Fletcher Fiona Wilson            | Martin Lawrence Bogard Andrea Mary Elizabeth Lang | John Kenneth Lilley Malka Bogard       |